# Oncidium harrisonianum
 Oncidium harrisonianum   é uma espécie de orquídeas do gênero Oncidium, também chamado de dama dançante porque o seu labelo se assemelha a uma bailarina,  e com qualquer vento  move as flores continuamente, e é da subfamília Epidendroideae, da familia das (Orquidáceas).

## Etimologia
O nome científico "harrisonianum" é assim chamado em honra do seu primeiro descobridor, um entusiasta orquidólogo britânico em 1830.
Sinônimos:
- Oncidium pallidum Lindl. (1840)
- Oncidium pentaspilum Hoffmanns. ex Lindl. (1855)
- Oncidium ramiferum Klotzsch (1855)
- Oncidium acrobotryum Klotzsch (1855)
- Oncidium pantherinum Hoffmanns. ex Lindl. (1855)
- Oncidium auricula (Vell.) Pabst (1957)

## Habitat
Esta especie é oriunda do sudeste do Brasil, no estado de Minas Gerais. Esta Orquídea se desenvolve em regiões de contraste de calor e frio. Com dias amenos e noites frias de onde é frequente a formação de nevoeiros.

## Descrição
O Oncidium harrisonianum é uma orquídea epífita ou rupícola, com pseudobulbos cilíndricos achatados lateralmente de onde saem apicalmente duas folhas coriáceas estreitas oblongo linguladas, no seu centro emerge uma haste floral de numerosas flores de pequeno tamanho. Possui vários ramos florais paniculados. Flores de várias tonalidades de amarelo-anaranjado com grandes manchas amarelas e labelo amarelo intenso.

## Cultivo
Tem preferência por muita claridade ou com sombra moderada. Pode ser colocado no exterior como os Cymbidium para estimular a floração. No inverno manter o substrato seco com poucas regas.
 
Esta espécie floresce em Janeiro e em Fevereiro em seu habitat. No hemisfério norte é no Outono e no Inverno..

## Referencias
- Harry Zelenko :The Pictorial Encyclopaedia of Oncidium (1997)
- Koniger, W. 2003. New species of the genera Masdevallia, Oncidium and Sigmatostalix. Arcula no. 12: 298-311.